# Хемагали
Хемагали (груз. ხემაღალი) — село в Грузии, на территории Харагаульского муниципалитета края (мхаре) Имеретия.

## География
Село находится в западной части Грузии, на правом берегу реки Чхеримелы, на расстоянии 5 километров к северо-западу от посёлка городского типа Харагаули, административного центра муниципалитета. Абсолютная высота — 420 метров над уровнем моря.

## Население
По результатам официальной переписи населения 2014 года, в Хемагали проживало 135 человек (70 мужчин и 65 женщин). В национальной структуре населения грузины составляли 100 %.
| Год  | Население, человек |
| ---- | ------------------ |
| 2002 | 207                |
| 2014 | ↘ 135              |